# 田園調布郵便局
田園調布郵便局（でんえんちょうふゆうびんきょく）は東京都大田区にある郵便局。民営化前の分類では集配普通郵便局であった。

## 概要
住所：〒145-8799 東京都大田区南雪谷2-21-1

### 併設施設
- ゆうちょ銀行田園調布店（本店田園調布出張所）：取扱店番号000630

## 沿革
- 1939年（昭和14年）11月26日 - 東京市大森区調布大塚町に田園調布郵便局（二等）として開局すると共に、電信および電話通話事務を開始[1]。同日、田園調布駅前郵便局から電報配達および呼出事務を移管[2]。
- 1956年（昭和31年）12月1日 - 電話通話事務の取扱を開始[3]。
- 1957年（昭和32年）2月25日 - 和文電報受付事務の取扱を開始。
- 1960年（昭和35年）3月 - 局舎新築落成。
- 1986年（昭和61年） - 局舎新築。
- 1998年（平成10年）9月1日 - 外国通貨の両替および旅行小切手の売買に関する業務取扱を開始。
- 2007年（平成19年）10月1日 - 民営化に伴い、併設された郵便事業田園調布支店、ゆうちょ銀行田園調布店に一部業務を移管。
- 2012年（平成24年）10月1日 - 日本郵便株式会社の発足に伴い、郵便事業田園調布支店を田園調布郵便局に統合。

## 取扱内容

### 田園調布郵便局
- 郵便、印紙、ゆうパック、内容証明
- 生命保険、バイク自賠責保険、自動車保険
- 大田区内の一部地域（〒145-xxxx）の集配業務
- ゆうゆう窓口

### ゆうちょ銀行田園調布店
- 貯金、貸付、為替、振替、振込、国際送金、外貨両替、国債、投資信託、変額年金保険
- ATM

## 周辺
- 田園調布警察署
- 田園調布消防署
- 多摩川

## アクセス
- 東急池上線 雪が谷大塚駅から徒歩約7分
- 東急バス 田園調布郵便局前停留所下車
- 第三京浜道路 玉川ICから南東へ約4km、首都高目黒線 荏原出入口から南西へ約5km
- 環八通りと中原街道の交点（田園調布警察署前交差点）すぐ
- 駐車場あり：4台